# Artă naivă
Prin artă naivă se înțelege fenomenul apariției la sfârșitul secolului al XIX-lea și continuând în secolul al XX-lea a unor creații aparținând unor individualități care nu au frecventat școli de artă, ci au ajuns să-și constituie, pe cont propriu, atât viziunea, cât și mijloacele de exprimare plastică. Acești artiști mai sunt încadrați în diverse categorii, ca „pictori populari”, „artă instinctuală” etc. Printre precursori poate fi amintit artistul american Edward Hicks (1780-1849). 

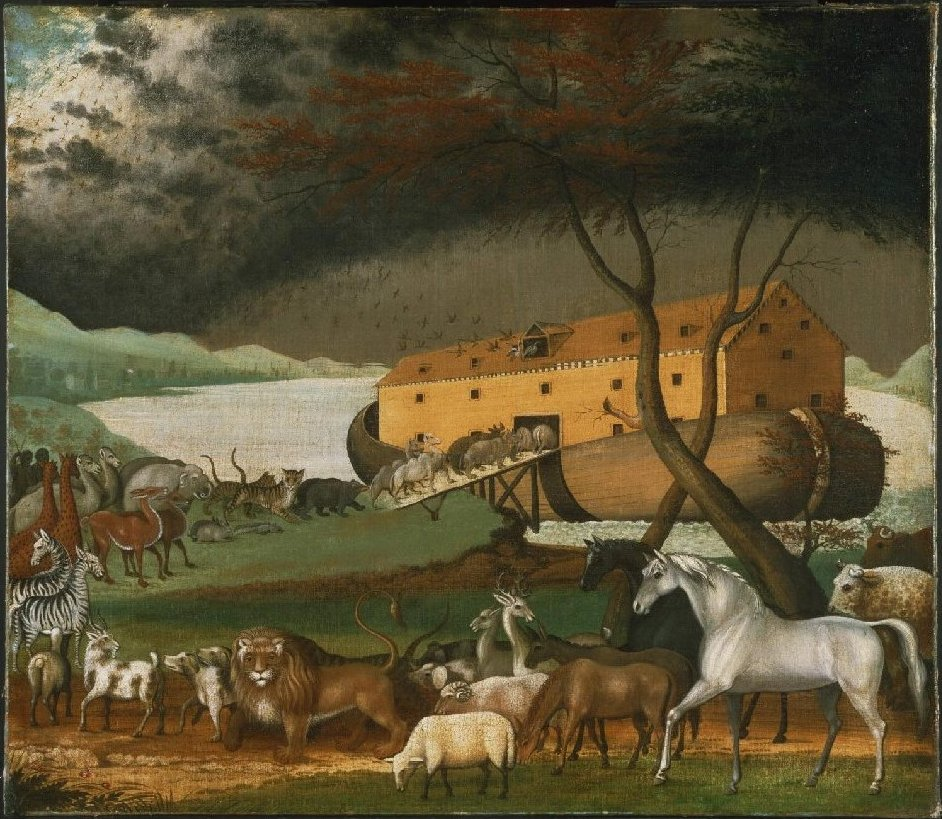
Edward Hicks: Arca lui Noe
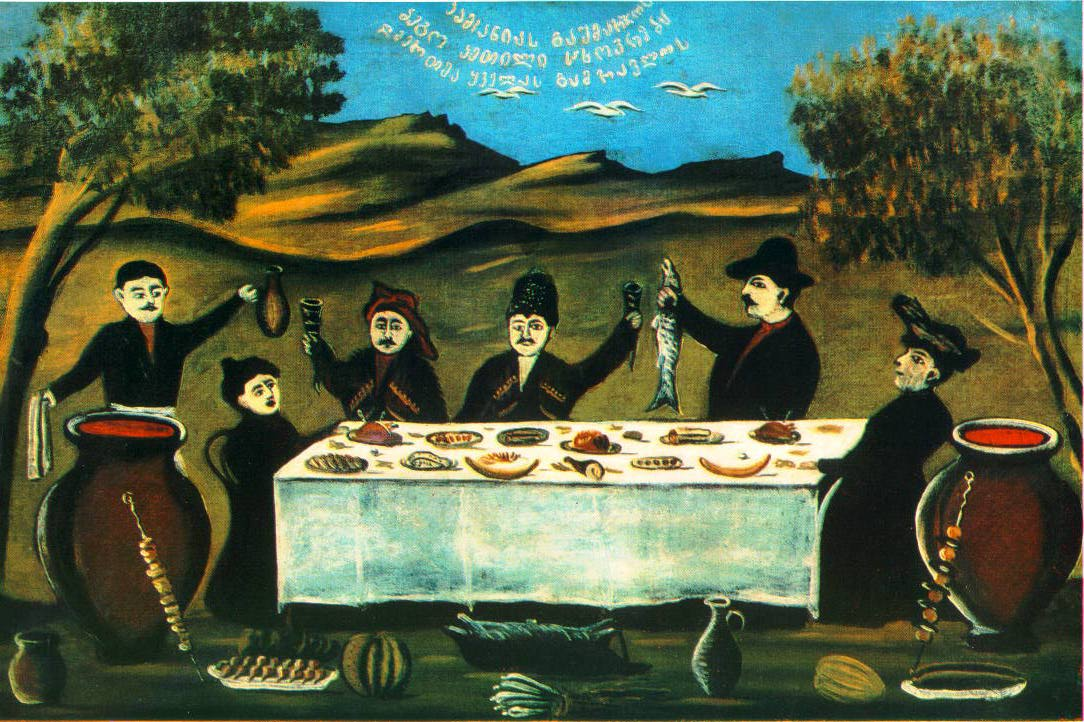
Niko Pirosmani: Petrecere pe câmp
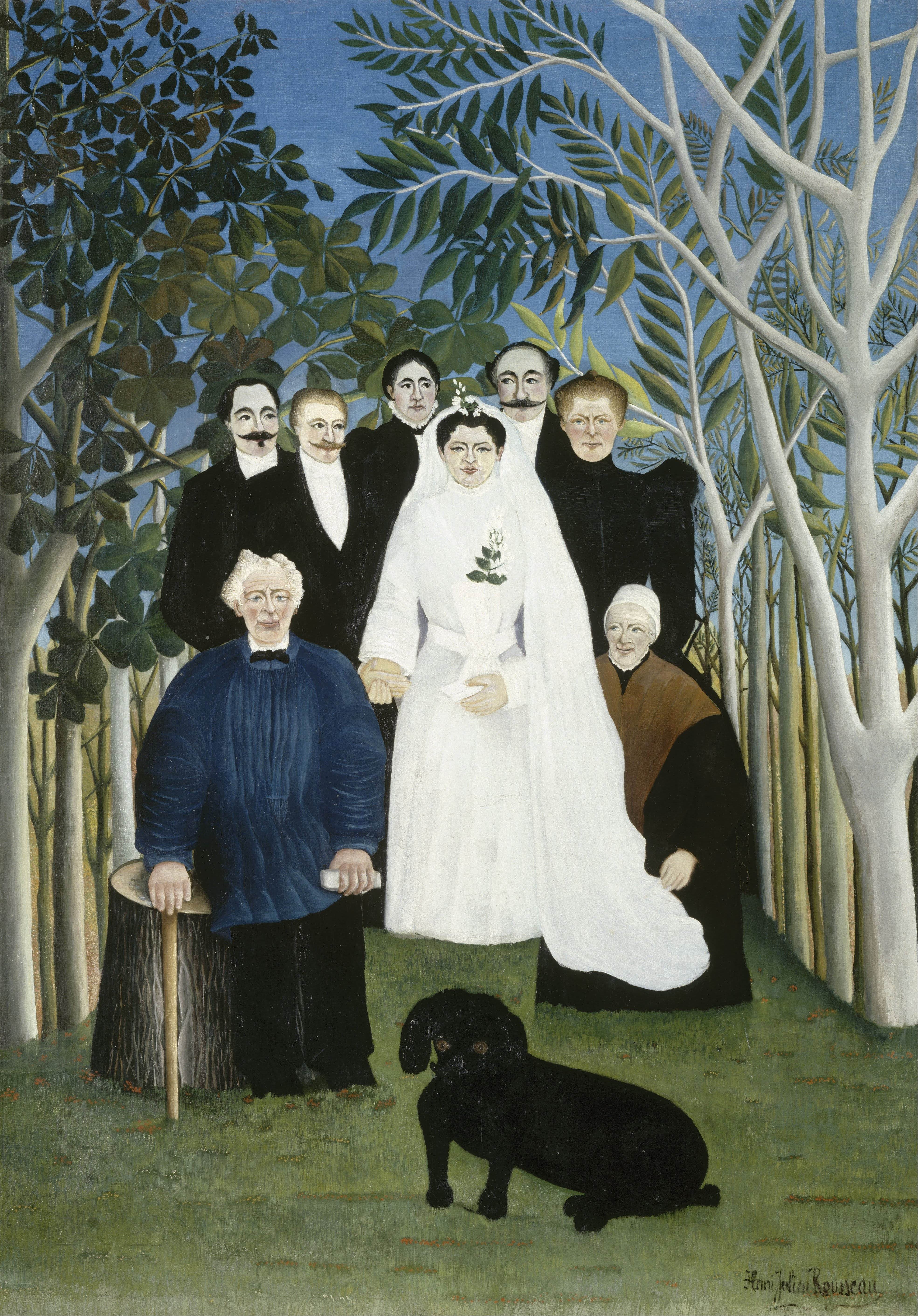
Henri Rousseau: Nuntă la țară
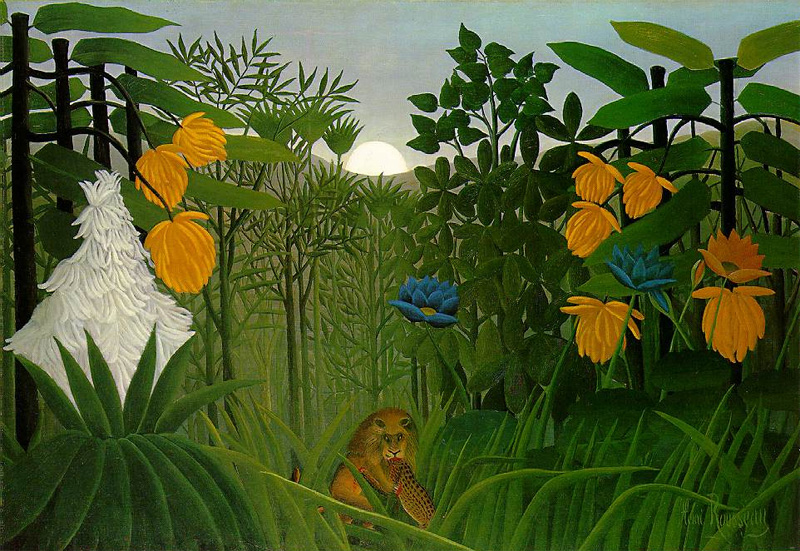
Henri Rousseau: Masa leului

Primii reprezentanți de seamă ai artei naive sunt francezul Henri Rousseau le Douanier (1844-1910) și georgianul Niko Pirosmani (1862-1918). Au urmat americana Grandma Moses (1860-1961), francezul André Bauchant (1873-1958), școala primitivilor croați de la Hlebine cu Ivan Generalic (1914-1992), pictorii naivi sârbi Slobodan Zivanovic (n. 1943), Miroslav Srekovic, Dejan Zivanovic (n. 1967), germanul Max Raffler (1902-1988), pictorița de origine italiană Claudia Vecchiarelli și alții. 
În România s-a afirmat autorul de reliefuri pictate Stan Pătraș, cunoscut pentru sculpturile sale din cimitirul vesel din Săpânța.